# روجر سميث (لاعب هوكي الحقل)
روجر سميث (بالإنجليزية: Roger Smith)‏ هو لاعب هوكي الحقل أسترالي، ولد في 1960.

## وصلات خارجية
- روجر سميث على موقع أوليمبيديا (الإنجليزية)
- روجر سميث على موقع اتحاد ألعاب الكومنولث (مؤرشف) (الإنجليزية)